# Nachid al-watani (Mauritanie)
Pour les articles homonymes, voir Nachid al-watani.
L'hymne national mauritanien, aussi connu sous le nom de « Pays des fiers, nobles guides », est l'hymne officiel de la Mauritanie. Il est devenu l'hymne national du pays le 16 novembre 2017, remplaçant le précédent.

## Histoire
Lors de l'indépendance de la Mauritanie en 1960, le pays se dote d'un hymne national dont le texte est un poème écrit au XIXe siècle par Baba Ould Cheikh Sidiya, natif de Boutilimit, sur une musique de Tolia Nikiprowetzky.
En mars 2017, l'Assemblée nationale adopte un projet de loi constitutionnelle modifiant notamment les symboles de l'État que sont le drapeau et l'hymne national. L'hymne de 1960 est réputé difficile à chanter en raison de son rythme particulièrement complexe et considéré comme pas assez «patriotique» et manquant d'enthousiasme. Les modifications sont approuvées par le référendum du 5 août suivant.
Le texte du nouvel hymne est écrit par une commission de poètes désignée par les autorités mauritaniennes et la musique est composée par Rajih Sami Daoud.

## Paroles
L'hymne national compte actuellement six couplets, avec un refrain répété après chaque couplet. Le cinquième couplet est chanté dans une version étendue de l'hymne. Il a été chanté pour la première fois le 57e jour de l'indépendance de la Mauritanie, le 28 novembre 2017.
| Texte original (ar) | Translittération | Traduction (fr) |
| --- | --- | --- |
| الهُدَاةِ الكِرامْ وحِصْنَ الكِتابِ الذي لا يُضَامْ أيا مَوْريتانِ رَبيعَ الوئامْ ورُكْنَ السَّماحةِ ثَغْرَ السلامْ :كورال سنَحْمي حِماك ونحِن فداكِ ونَكْسُو رُبَاكِ بِلَوْن الأمَلْ وعند نِداكِ نُلَبِّي أجَلْ بُدورُ سَمَائِكِ لَمْ تُحْجَبِ وشمسُ جَبِينِكِ لَمْ تَغرُبِ نَماكِ الأمَاجدُ مِن يَعْرُبِ لإفْرِيقِيَّا المَنْبَعِ الأعْذَبِ كورال رَضَعْنَا لِبانَ النَّدَى والإبَا سَجَايَا حَمَلْنَ جَنًى طَيِّبَا ومَرْعًى خَصِيباً، وإنْ أجْدَبَا سَمَوْنَا، فَكَانَ لَنَا أرحَبَا كورال سَقَيْنا عَدُوَّكِ صَاباً ومُرًّا فَمَا نالَ نُزْلًا ولا مُسْتَقَرَّا نُقَاومُهُ حَيْثُ جَاسَ ومَرَّا نُرَتِّلً إنَّ مَعَ العُسْرِا يُسْرَا كورال قَفَوْنَا الرسولْ بِنَهْجٍ سَمَا إلى سِدْرَة المجد فوقَ السَّمَا حَجَزْنَا الثرَيَا لَنَا سُلَّمَا رسَمْنَا هُنالِكَ حَدَّ الحِمى كورال أخَذْنَاكِ عَهْدًا حَمَلْنَاكِ وَعْدًا ونُهدِيكِ سَعْداً لِجِيلٍ أطَلْ :كورال النهائي سنَحْمي حِماك ونحِن فداكِ ونَكْسُو رُبَاكِ بِلَوْن الأمَلْ سنَحْمي حِماك ونحِن فداكِ وعند نِداكِ نُلَبِّي أجَلْ | Belâde l'ubâte al hudâte al kerâm Oua ḥesna al ketâbe al ladhi lâ yudâm Ayâ Mauritâne rabie l'uyâm Oua rukna al samâḥate thagra al salâm Kourâl: Sanaḥmi ḥemâke oua naḥnu fedâke Oua naxou rubâke belaoune l'amal Oua ênda nedâke nulabbi ajal Budouru samaïke lam tuḥjabe Oua chamsu jabineke lam tagrube Namâke l'amâjedu men yaerube L'Efriqia al manbaë l'eadhabe Kourâl Ra ḍaenâ lebâna al nadâ ouâ l'ebâ Sajâyâ ḥamalna janân ṭayebâ Oua mar ean ḥaṣibân, oua en ajdabâ Samaunâ, fakâna l'anâ ar ḥabâ Kourâl Saqainâ eadouake ṣâbân oua murân Famâ nala nuzulân oua lâ mustaqarâ Nuqâouimuhu ḥaithu jâsa oua murrân Nurattilu in na maea l'eusre yusrâ Kourâl Qafhaunâ al rasoula be nahjen samâ Ela sedrate al majd fauqa al samâ Ḥajaznâ al thuraiyyâ lanâ sullamâ Rasamnâ hunalika ḥadda l'ḥemâ Kourâl Aḥadhnâke eahdan hamalnâke oua eadân Oua nuhdike saeadân lejelen aṭal Kourâl al nehaï: Sanaḥmi ḥemâke oua naḥnu fedâke Oua naxou rubâke belaoune l'amal Sanaḥmi ḥemâke oua naḥnu fedâke Oua ênda nedâke nulabbi ajal | Nous défendrons ton intégrité et nous sommes ta rançon Nous couvrirons tes collines avec la couleur de l’espoir La Mauritanie printemps de l’harmonie Fief du livre intouchable Refrain : Nous défendrons ton intégrité et nous sommes ta rançon Nous couvrirons tes collines avec la couleur de l’espoir A ton appel nous répondons « Oui ! » Les lunes de ton ciel ne sont jamais couverts Et le soleil de ton front ne se couche jamais Les glorieux des arabes t’ont développée Pour la source délicieuse de l’Afrique Refrain Nous avons tété les laits de l’auto louange et de l’orgueil Des coutumes qui portent des fruits agréables Et un pâturage riche même s’il est aride Nous sommes montés au ciel et nous sommes réconfortés Refrain Nous avons administré à tes ennemis une boisson amère Et il n’a pas eu de place ni de stabilité Nous résistons devant lui là ou il est Nous lisons avec le difficile il y’a le facile Refrain (Seulement chanté le jour de l'indépendance) Nous suivons le prophète avec une méthode haute Jusqu’au jujubier de la gloire dans le ciel Nous avons réservé la pléiade comme escalier Refrain Nous t’avons pris comme engagement et on t’a porté comme promesse Nous couvrirons tes collines avec la couleur de l’espoir Dernier refrain : Nous défendrons ton intégrité et nous sommes ta rançon Nous couvrirons tes collines avec la couleur de l’espoir Nous défendrons ton intégrité et nous sommes ta rançon A ton appel nous répondons « Oui! » |